# نيري كاستيو
نيري ألبرتو كاستيلو (بالإسبانية: Nery Castillo)‏ ولد في 13 يونيو 1984 في ولاية سان لويس بوتوسي في المكسيك, هو لاعب كرة قدم مكسيكي، يلعب بنادي أوليمبياكوس اليوناني منذ عام 2000.

## مسيرته الكروية
لعب نيري كاستيو خلال مسيرته الاحترافية مع 10 أندية في تسعة عشر موسمًا وسجل خلالها 42 هدفًا ضمن 196 مباراة. حيث فاز في ثلاثة مواسم بالكأس وفي سبعة مواسم بالدوري.
خاض نيري كاستيو مسيرته مع نادي دانوبيو ما بين عامي 2000 و2001 لمدة موسم واحد، لم يشارك في أي مباراة ولم يسجل أي هدف. ثم انتقل إلى نادي أولمبياكوس في موسم 2000–01 ليلعب معه سبعة مواسم، حيث شارك في 105 مباراة سجل خلالها 30 هدف. لينتقل بعدها إلى نادي مانشستر سيتي في موسم 2007–08 ولمدة موسمين، مشاركًا في 7 مباريات ولم يسجل أي هدف. ثم انتقل إلى نادي شاختار دونيتسك في موسم 2008–09 لمدة موسم واحد، مشاركًا في 12 مباراة سجل خلالها هدفًا واحدًا. هذا وانتقل لاحقًا إلى نادي دنيبرو دنيبروبتروفسك في موسم 2009–10 لمدة موسم واحد، مشاركًا في 3 مباريات ولم يسجل أي هدف. ثم انتقل بعدها إلى نادي شيكاغو فاير ما بين عامي 2010 و2011 لمدة موسم واحد، مشاركًا في 8 مباريات ولم يسجل أي هدف أيضًا. ليعود وينتقل من جديد، لكن هذه المرة إلى نادي أريس تسالونيكي في موسم 2010–11 ولمدة موسمين، مشاركًا في 30 مباراة سجل خلالها 8 أهداف. لينتقل بعدها إلى نادي كلوب ليون في موسم 2012–13 لمدة موسم واحد، مشاركًا في 7 مباريات ولم يسجل أي هدف. ثم لعب في نادي رايو فايكانو في موسم 2013–14 لمدة موسم واحد، مشاركًا في 11 مباراة سجل خلالها هدفين.

## روابط خارجية
- نيري كاستيو على موقع الاتحاد الدولي (مؤرشف)  (الإنجليزية)
- نيري كاستيو على موقع اتحاد أوكرانيا (الإنجليزية)
- نيري كاستيو على موقع الدوري الأمريكي (الإنجليزية)
- نيري كاستيو على موقع قاعدة بيانات كرة القدم.إي يو (الإنجليزية)
- نيري كاستيو على موقع ناشيونال فوتبول تيمز (الإنجليزية)
- نيري كاستيو على موقع Soccerbase.com (لاعب) (الإنجليزية)
- نيري كاستيو على موقع Soccerway.com (الإنجليزية)
- نيري كاستيو على موقع عالم كرة القدم.نت (الإنجليزية)
- نيري كاستيو على موقع كووورة
- نيري كاستيو على موقع AS.com (الإسبانية)